# Príncipe de Vladímir
El título ruso de Gran Príncipe de Vladímir representó durante siglos la (teóricamente) mayor autoridad entre los diversos ducados rusos.
Su origen tiene lugar en la forma tradicional de herencia de los eslavos, que como en algunos emiratos actualmente, hacía que las tierras pasaran de hermano a hermano, hasta que se agotaba la generación y se pasaba al primer hijo del primer hijo de la anterior. De esa manera, el primogénito de la familia real hereda Kiev y la preeminencia sobre el resto mientras los demás recibían territorios según su posición (el segundo la segunda mayor ciudad, etc), ascendiendo en la jerarquía a medida que morían sus hermanos mayores. En tiempos del príncipe Vladímir II Monómaco la capitalidad se trasladó a la ciudad que este fundó, Vladímir.
De esa manera, el mayor de los príncipes (kniaz) rusos ostentaba el título de Príncipe de Vladímir. Tras la invasión mongola de Rusia por la Horda de Oro, este pasó a ser un representante vasallo del Imperio mongol, encargado de recoger sus impuestos en la zona norte (el sur quedó bajo su dominio directo), y designado por ellos, para lo que debía peregrinar hasta la corte mongola para recibir el yarlyk (jarlig). El primer Príncipe de Vladímir en recibir el yarlyk de las manos de Batú Kan fue Yaroslav II de Nóvgorod. Batú Kan hizo que este título recayera de forma hereditaria en los descendientes de Aleksandr Nevski, hijo de Yaroslav, a los que también concedió de forma hereditaria la entonces pequeña ciudad de Moscú.
Cuando los nuevos príncipes de Moscovia empezaron a recaudar los impuestos en la región para los mongoles, aprovecharon para crear un sistema tributario que les asegurase los ingresos necesarios para imponer su autoridad. De ese modo empezaron el retorno hacia la independencia, obtenida a medida que el Imperio mongol se desintegraba a la par que ellos se reforzaban, y la conformación del estado hoy conocido como Rusia, tras imponerse y someter al resto de príncipes.